# Овсяник, Мечислав Николаевич
Мечислав Николаевич Овсяник (бел. Мечыслаў Мікалаевіч Аўсянік; 10 сентября 1941, Овсяники, Вилейский район, Минская область, Белорусская ССР, СССР — 16 января 1999) — советский и белорусский тренер по лёгкой атлетике. Заслуженный тренер РСФСР (1982). Заслуженный тренер СССР (1992). Заслуженный тренер БССР (1992). Заслуженный работник физической культуры и спорта Республики Беларусь (1995).

## Биография
Родился 10 сентября 1941 года в деревне Овсяники Вилейского района Минской области. Вскоре его семью эвакуировали в Сибирь. В 1965 году окончил Новокузнецкий государственный педагогический институт по специальности «общетехнические дисциплины». В 1971 году окончил Омский институт физической культуры по специальности «физическая культура и спорт».
Работал в ДЮСШ Новокузнецка, Кемеровской области, затем 10 лет (с 1972 по 1983) тренировал спортсменов во всесоюзном физкультурно-спортивном обществе «Динамо» Краснодара. С 1983 года работал в Белоруссии тренером по лёгкой атлетике в республиканской школе высшего спортивного мастерства Гродно.
Был женат на Валентине Дмитриевне Овсяник, есть сын.
Мечислав Николаевич умер 16 января 1999 года после продолжительной болезни.
Среди его воспитанников:
- Владимир Дубровщик — серебряный призёр Олимпийских игр 1996 года, чемпион Европы 1994 года[3],
- Георгий Колноотченко — серебряный призёр чемпионата Европы 1986 года[3],
- Эллина Зверева — олимпийская чемпионка 2000 года, бронзовый призёр Олимпийских игр 1996 года, двукратная чемпионка мира (1995, 2001)[5],
- Наталья Шиколенко — серебряный призёр Олимпийских игр 1992 года, чемпионка мира 1995 года[6],
- Янина Корольчик — олимпийская чемпионка 2000 года, чемпионка мира 2001 года[7],
- Галина Савинкова — бронзовый призёр чемпионата Европы 1982 года, чемпионка СССР 1984 года, экс-рекордсменка мира,
- Валентина Харченко — чемпионка СССР 1981 года, трёхкратная чемпионка РСФСР,
- Александр Синицын — заслуженный тренер России,
- Виктор Бочин — мастер спорта СССР международного класса, заслуженный тренер Республики Беларусь.

Ежегодно в Белоруссии проводится турнир его памяти.

## Награды и звания
- Заслуженный тренер РСФСР (20 января 1982).
- Заслуженный тренер СССР (8 августа 1992).
- Заслуженный тренер БССР (8 октября 1992).
- Заслуженный работник физической культуры и спорта Республики Беларусь (28 августа 1995)[11].